# パンスターズ彗星 (C/2011 L4)
パンスターズ彗星（パンスターズすいせい、PANSTARRS）とは、非周期彗星の1つ。彗星の命名規則による仮符号はC/2011 L4。
離心率が1を超えており、今のところ2013年3月10日の近日点通過後は回帰しないと考えられている。
当初、視等級が0等級の大彗星になると予測された。しかし実際には、肉眼でかすかに見える程度にとどまった。